# Gülzow (Lauenburg)
Gülzow er en kommune i det nordlige Tyskland, beliggende i Amt Schwarzenbek-Land i den sydvestlige del af Kreis Herzogtum Lauenburg. Kreis Herzogtum Lauenburg ligger i delstaten Slesvig-Holsten.

## Geografi
Kommunen ligger omkring 30 km sydøst for Hamburg, ca. lige langt, 8 kilometer fra, mod vest byen Geesthacht, mod syd Lauenburg og mod nord Schwarzenbek.
I kommunen ligger ud over Gülzow, Neu-Gülzow omkring 2 km mod sydvest.